# 穩健設計
穩健設計（英語：Robust design），又稱為柔韌設計，是一種工程學上的方法，透過設計最佳化的方法，來進行產品品質改善的方法。起源於1990年代，它希望設計出，在環境變異的情況下，產品仍能穩健執行其設計之功能。
它以信噪比（Signal/Noise Ratio, SN ratio）來作為它的指標，信噪比越高，代表所設計產品品質受到周圍環境影響的敏感度越小。
著名的穩健設計，有田口方法。
由此，将其推广至一般决策中，衍生出鲁棒决策（robust decision），即为一种在高度不确定下保持可靠，对不确定性不敏感的系统方法。